# 梁氏一品夫人墓
梁氏一品夫人墓位于中国广州市黄埔区东区街道火村蟹口山。又称凌震夫人墓。始建于南宋，重修于清咸丰九年（1859）。2005年9月公布为广州市登记保护文物单位，2008年12月19日公布为广州市文物保护单位。

## 墓
墓坐东北朝西南。为广府清代形制交椅墓，宽12米，深15米，占地面积约180平方米。由两级护岭、享堂、挂榜、山手、平台、月池组成，有两块后土碑。全墓均用花岗岩石块砌筑。

### 墓碑
花岗岩石碑龛位于环垄立壁正中，碑龛上方刻双龙纹祥云涌月石雕，石雕下为七檐滴水，雕工精美。碑为黑石，碑文为阴文楷书，上款“本山照原向坐丁向癸兼午子之原”，正中“宋诰封一品夫人显始祖妣凌母梁夫人墓”，落款“大清咸丰九年岁次己未孟秋上浣庚午吉旦二十传鬯孫讓等重修”。墓碑前设一花岗岩石拜桌，平面刻“凌府”。

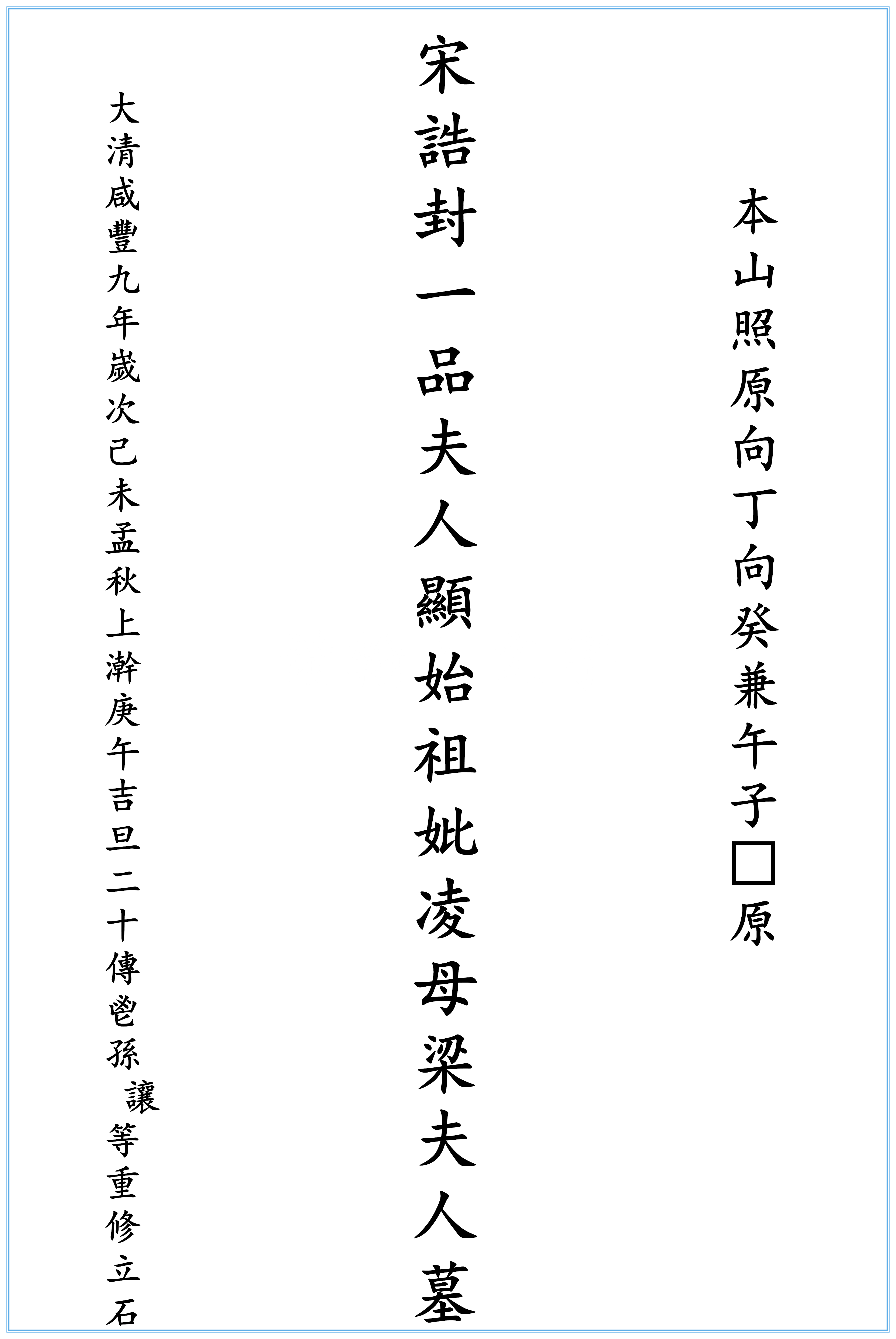
梁氏一品夫人墓墓碑图版

- 享堂
- 墓碑
- 凌府拜桌

### 挂榜
两侧挂榜碑均为砚石。右侧挂榜为凌彦扬夫妇墓墓碑，前有拜桌。左侧挂榜为刻于嘉庆十八年的《重修始祖妣梁氏夫人墓表》。

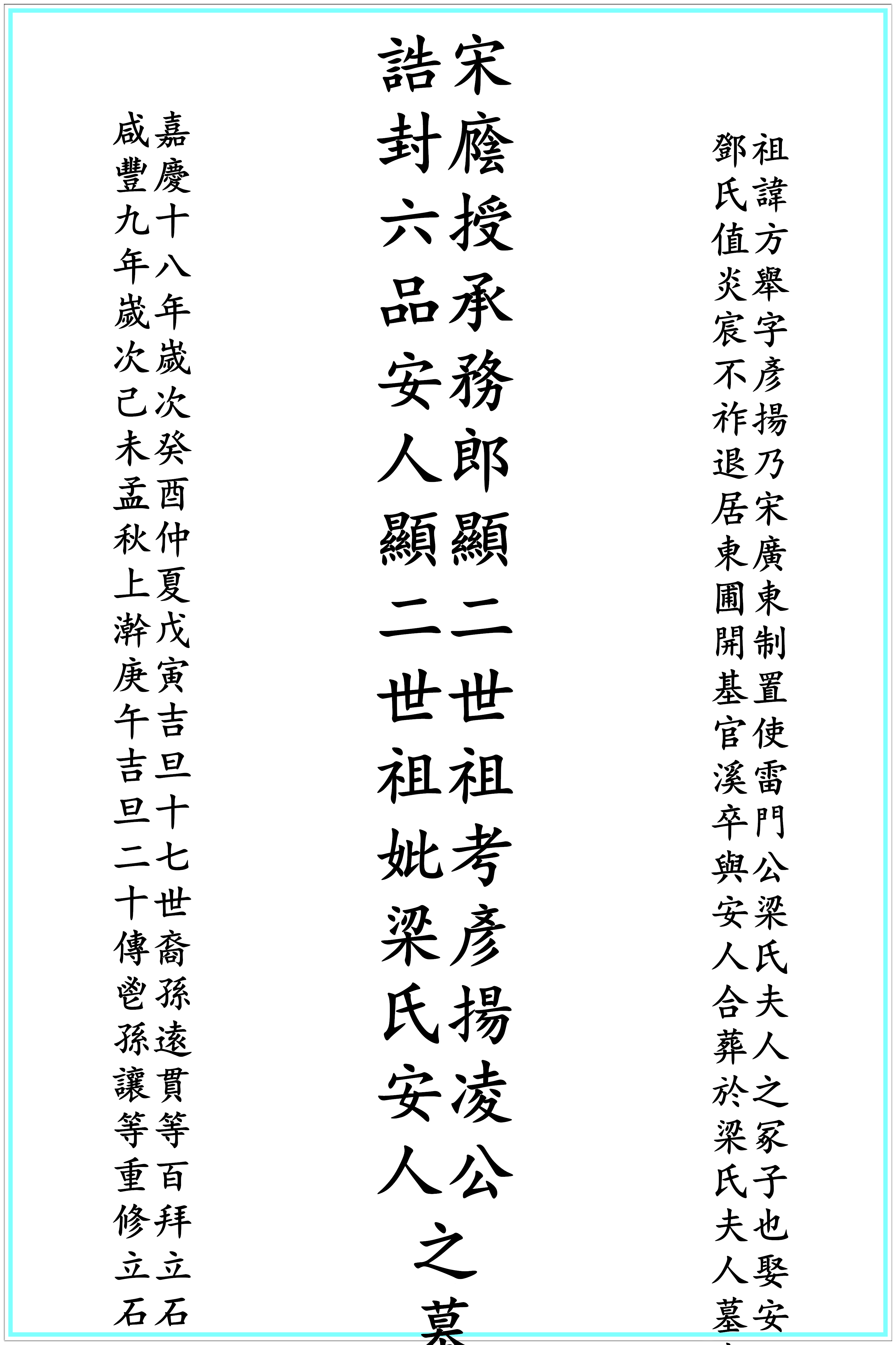
凌彦扬夫妇墓墓碑图版

- 右侧挂榜，前有拜桌
- 凌彦扬夫妇墓墓碑
- 左侧挂榜
- 重修始祖妣梁氏夫人墓表

### 其他构件

#### 石狮
两侧山手上方各有一只用鸭屎石雕刻而成的镇墓石狮。
- 右侧山手石狮
- 左侧山手石狮

#### 望柱
墓前有望柱，右侧为原物。右侧在文革时被断为两截，后重建一方，与原物望柱大小略有不同。
- 墓前望柱
- 右侧望柱

#### 山界
墓前望柱后方和山腰处各有一块山界碑，碑面有阴刻“凌府山界”字样。以望柱后方的山界为界，北为岗头园，南为凌山。
- 望柱后方山界
- 半山腰处山界

## 相关链接
- 梁氏一品夫人墓_广州市文化广电新闻出版局[]
- 凌震_百度百科
- 广州市萝岗区不可移动文物名录_豆丁网
- 黄埔区文物事业发展概况_黄埔信息网[永久]